# أحمد إياد (لاعب كرة قدم)
أحمد إياد هو لاعب كرة قدم عراقي في مركز الوسط ولد في يوم 1 يناير 1989 في مدينة بغداد في العراق، يلعب حالياً في نادي القوة الجوية ومنتخب العراق لكرة القدم.

## روابط خارجية
- أحمد إياد على موقع قاعدة بيانات كرة القدم.إي يو (الإنجليزية)
- أحمد إياد على موقع ناشيونال فوتبول تيمز (الإنجليزية)
- أحمد إياد على موقع Soccerway.com (الإنجليزية)
- أحمد إياد على موقع كووورة
- أحمد إياد على موقع GSA (الإنجليزية)
- أحمد إياد على موقع كووورة
- حساب الانستقرام